# Verongula gigantea
Verongula gigantea är en svampdjursart som först beskrevs av Hyatt 1875.  Verongula gigantea ingår i släktet Verongula och familjen Aplysinidae.
Artens utbredningsområde är Bahamas. Inga underarter finns listade i Catalogue of Life.